# Lisica
Lisica (Vulpini), jedan od tribusa potporodice Caninae. Obuhvaća lisice u pravom smislu s rodovima Vulpes i Urocyon, srednje veličine, koji imaju tijelo pokriveno te karakterističan gusti rep ili tzv. "četku". Najpoznatija vrsta lisice je crvena lisica, raširena na cijelom kontinentu Europe. Prisutna je i u popularnoj kulturi i u folkloru, osobito kod ljudi koji obožavaju lisice, bez obzira na državnost, kulturnu grupu i pleme. Neke su vrste lisica, kao što je falklandska otočna lisica, poznata i kao warrah, izumrle.
Slično kao i u tribusu Canini gdje se javljaju pravi psi, i kod Vulpina se naglašava naziv prave lisice, a razlog su pogrešni vernakularni narodni nazivi.

## Etimologija
U modernom engleskom jeziku, engleski naziv fox dolazi od riječi fox u staroengleskom jeziku, što je izvedenica od staronjemačke riječi *fukh – odnosno u njemačkom jeziku Fuchs, od gotskog jezika fauho, u staronorveškom jeziku foa i u nizozemskom jeziku vos. U indoeuropskim prajezicima upotrebljavao se izraz *puke – "rep" (u sanskrtu izraz puccha za "rep"). Psi (mužjaci lisica) dosegnu težinu od 5,9 kilograma, dok ženke (lije) teže malo manje od mužjaka lisica, 5,2 kilograma.

## Karakteristike
Lisica ima dugo vitko tijelo dužine oko 70 centimetara i tipični gusti i meki rep dug otprilike 30 centimetara, a visoka je obično 40 do 50 centimetara. Mužjak najveće, crvene lisice, može težiti između 4,1 i 8,7 kg, dok mužjak fenek lisice, najmanje vrste lisica, obično teži između 0,7 i 1,6 kg. Za razliku od većine životinja iz porodice Canidae, svojih rođaka vukova, pasa i šakala, može djelomično uvući kandže, poput mačaka, a baš kao mačke i lisice imaju vertikalnu zjenicu tj. prorez na šarenici oka.
Ostale fizičke karakteristike uvelike ovise o lisičinu staništu za koje je prilagođeno i njezino tijelo. Za primjer, pustinjska lisica (te ostale lisice koje žive u pustinjama), zvana i fenek, ima duge uši (koje joj koriste da dobro može čuti kukce kojima se hrani, jer ima slabo razvijeno osjetilo vida), duge oko 12 cm te kratko tijelo pokriveno krznom koje ima boju vrlo sličnu pijesku u pustinji.
Arktička lisica živi u polarnim područjima, pa zato ima kratke uši te nešto duže tijelo od feneka koje je pokriveno bijelim krznom. Crvene lisice imaju vitko i dugo tijelo pokriveno narančasto-smećkastim krznom i gustim repom koji je na vrhu bijele boje.
Lisičina uobičajena prehrana sastoji se od manjih sisavaca (najčešće glodavaca kao što je vjeverica), ptica, zečeva, miševa itd, no ona često jede gotovo sve, kao što su otpaci, jer katkad dolazi u gradove ili u sela zbog peradi, kao što to slično čini i vuk, a to uglavnom lisica čini zimi. Na dan pojede 1 kilogram hrane. Kad lovi kunića, lisica ima neobičan način lova jer ga zbuni "skakanjem", a kad lovi miša, rabi također neobičnu tehniku koja se naziva mišjim skokom. Takvim tehnikama lova lisicu se često smatra "zaigranom". Lisica se dodatno hrani skakavcima, a od voća hrani se šumskim voćem (vidi dio Prehrana).
Lisica je divlja životinja i ne može biti kućni ljubimac, no jedna vrsta lisice, koja se zove srebrena lisica je odomaćena (pripitomljena) u Rusiji prije gotovo 45 godina. Ona nalikuje domaćem psu i mački po kovrčastom repu, većim ušima koje najviše nalikuju psećim i boji krzna.
U prirodi lisice dosegnu životnu dob od 2 do 3 godine, a u zatočeništvu od 8 do 10 godina, no ima i slučajeva u kojima su lisice u zatočeništvu živjele i preko 10 godina. One su izrazito nedruštvene (to jest, žive samotnjački) i vrijeme uglavnom provode uz svoju obitelj, za razliku od ostalih vrsta pasa kao što su sivi vuk, šakal i domaći pas. Lisičin prirodni životni prostor čini 1200 hektara, a njezin životni teritorij uz ljude (uz naseljena mjesta) čini 100 hektara. Često je nositelj zarazne bolesti bjesnoće što je pogotovo opasno kada živi u blizini ljudi, što je često slučaj.

## Rodovi i vrste
- Urocyon
  - siva lisica, (Urocyon cinereoargenteus)
  - otočna siva lisica, (Urocyon littoralis)
  - Urocyon sp.
- Vulpes
  - arktička lisica, (Vulpes lagopus)
  - crvena lisica, (Vulpes vulpes)
  - prerijska lisica, (Vulpes velox)
  - Vulpes macrotis; nazivana i mala lisica, ušata lisica.
  - stepska lisica, (Vulpes corsac)
  - kama (Vulpes chama)
  - blijeda lisica, (Vulpes pallida)
  - bengalska lisica, (Vulpes bengalensis)
  - tibetska pješčana lisica, (Vulpes ferrilata)
  - Blanfordova lisica, (Vulpes cana)
  - Ruppelova lisica, (Vulpes rueppelli)
  - pustinjska lisica, (Vulpes zerda)
- Otocyon
  - dugouha lisica, (Otocyon megalotis);[6]

## Prehrana i stanište
Lisičina prehrana sastoji se od glodavaca, kukaca, crva, voća, ribe, ptica, jaja i ostalih vrsta manjih životinja, što znači da su lisice svejedi. Lisica je najaktivnija noću, pa tada lakše lovi i glodavce i ptice koji su, kao i lisica, isključivo aktivni noću. U određena doba godine lisica se hrani i biljnom hranom.
Lisica je česta šumska životinja i živi u gotovo cijelom svijetu, poglavito u Europi i Sjevernoj Americi pa je tamo najčešća, no česta životinja je i u Euroaziji, Sjevernoj Africi, Indiji (u Ladakhu, Himalaji i Džanmu, Kašmiru, Rajasthanu i Gujaratu), Kini, Japanu i u Australiji.

## Glasanje i sporazumijevanje
"Wow-Wow-Wow"
Ovakvim glasanjem lisica stvara buku.
"Alarmsko glasanje"
Ovakvim glasanjem odrasla lisica upozorava svoje mladunce na opasnost. U to se uključuju lisici iznenadni zvukovi i njoj također nepoznati, no dovoljno zastrašujući.
Režanje
Režanje lisica nalikuje na sukob i agresivnost. Zapravo, mlade lisice često reže u igri gdje u igri tako razvijaju vještine odrasle lisice. Za vrijeme parenja ženka se glasa lavežom, a mužjak zavijanjem. Lisica se može sporazumijevati i međusobnim dodirivanjem repova koja je najčešće radnja ženki.